# Anak ni Waray vs. Anak ni Biday
Anak ni Waray vs. Anak ni Biday é uma telenovela filipina exibida pela GMA Network de 27 de janeiro de 2020 a 12 de março de 2021, estrelada por Barbie Forteza e Kate Valdez.

## Elenco
- Barbie Forteza como Ginalyn Malatamban[1]
- Kate Valdez como Caitlyn Agpangan[2]
- Snooky Serna como Amelita "Amie" Malatamban[3][4]
- Dina Bonnevie como Susanna "Sussie" Agpangan[3]
- Migo Adecer como Francisco "Cocoy" Tolentino[3]
- Jay Manalo como Joaquin Escoto[3]
- Jean Saburit como Vanessa Tolentino[4]
- Teresa Loyzaga como Dorcas Escoto-Ñedo[3]
- Faith Da Silva como Agatha Escoto Ñedo[3]
- Tanya Montenegro como Glenda Odon[4]
- Benedict Cua como Benny Vargas[4]
- Celia Rodriguez como Zenaida Agpangan

## Exibição
| País/Região      | Emissora     | Data de estréia       | Data de final       | Título                          |
| ---------------- | ------------ | --------------------- | ------------------- | ------------------------------- |
| Filipinas        | GMA Network  | 27 de janeiro de 2020 | 12 de março de 2021 | Anak ni Waray vs. Anak ni Biday |
| Estados Unidos   | GMA Pinoy TV | janeiro de 2020       | março de 2021       | Anak ni Waray vs. Anak ni Biday |
| Canadá           | GMA Pinoy TV | janeiro de 2020       | março de 2021       | Anak ni Waray vs. Anak ni Biday |
| Japão            | GMA Pinoy TV | janeiro de 2020       | março de 2021       | Anak ni Waray vs. Anak ni Biday |
| Taiwan           | GMA Pinoy TV | janeiro de 2020       | março de 2021       | Anak ni Waray vs. Anak ni Biday |
| Hong Kong        | GMA Pinoy TV | janeiro de 2020       | março de 2021       | Anak ni Waray vs. Anak ni Biday |
| Malásia          | GMA Pinoy TV | janeiro de 2020       | março de 2021       | Anak ni Waray vs. Anak ni Biday |
| Indonésia        | GMA Pinoy TV | janeiro de 2020       | março de 2021       | Anak ni Waray vs. Anak ni Biday |
| Singapura        | GMA Pinoy TV | janeiro de 2020       | março de 2021       | Anak ni Waray vs. Anak ni Biday |
| Papua-Nova Guiné | GMA Pinoy TV | janeiro de 2020       | março de 2021       | Anak ni Waray vs. Anak ni Biday |
| Austrália        | GMA Pinoy TV | janeiro de 2020       | março de 2021       | Anak ni Waray vs. Anak ni Biday |
| Nova Zelândia    | GMA Pinoy TV | janeiro de 2020       | março de 2021       | Anak ni Waray vs. Anak ni Biday |
| Europa           | GMA Pinoy TV | janeiro de 2020       | março de 2021       | Anak ni Waray vs. Anak ni Biday |
| Médio Oriente    | GMA Pinoy TV | janeiro de 2020       | março de 2021       | Anak ni Waray vs. Anak ni Biday |